# Human Factory - 電造人間 -
「Human Factory - 電造人間 -」（ヒューマン・ファクトリー でんぞうにんげん）は、2025年2月7日にPolydor/Perfume Recordsから配信されたPerfumeの配信限定シングル。

## 概要
配信限定シングルとしては前作「The Light」以来、約8か月ぶりのリリースとなる。
アスミック・エース、NHKエンタープライズ映画『ショウタイムセブン』の主題歌として書き下ろされた楽曲。映画への主題歌を提供するのは、2023年発表の「すみっコディスコ」以来。さらに、Perfumeの3人が本作に本人役として出演することになり、劇映画への出演は『モテキ』以来、14年振りとなる。
楽曲の歌詞には「飼い慣らされた猫」が登場されており、これは映画の劇中で主人公・折本眞之輔が自身の意思に反したところで大事件に巻き込まれていく姿を指している。また、振付では、「猫がネクタイを締める動き」で「飼いならされた猫」を表現している。
主題歌への起用について、映画のプロデューサー・井手陽子は「映画の最後の最後まで、目の前で、いま起きていることとして、実際に体感していただきたい、と考えると、エンディングに流れる主題歌は、本編とは切っても切り離せないものだと思います」と理由を振り返ると、「Perfumeさんに主題歌を担当いただけたことで単なるエンディングではなく、事件の結末のその先まで、私たちが生きるいまを感じるエンタテインメントとして完成したと思っています」とコメントしており、Perfumeのメンバーは「この映画はずっとスリリングですが、大事件が起きていても、自分と関係ない遠い所のことだと、のんきに過ごしてしまうのが人間なんだと思います。そんな、誰もが持つ感覚を私たちの主題歌で感じてほしいです。最後に流れるこの主題歌でお客さんの心がふぁ～っとほどけたらうれしい」と語っている。

## 収録曲
| 全作詞・作曲・編曲: 中田ヤスタカ。 |                                |              |              |      |
| #                                  | タイトル                       | 作詞         | 作曲・編曲   | 時間 |
| 1.                                 | 「Human Factory - 電造人間 -」 | 中田ヤスタカ | 中田ヤスタカ | 4:04 |